# NK Mesarski Zagreb
Nogometni klub Mesarski Zagreb bio je hrvatski nogometni klub iz Zagreba. Od 1927. do 1945. zvao se Mesarski teškoatletski i športski klub.

## Povijest
Klub je osnovan 1927. Prvotno je djelovao do 6. lipnja 1945. kada je ukinut odlukom vlasti. Obnovljen je potkraj 1949. Klub prestaje djelovati 18. srpnja 1960. kada se spaja s Chromosom u Meskrom ili Mesokrom.